# The Remix Suite
The Remix Suite (título digital: Michael Jackson: The Remix Suite) é uma compilação de hits em remix de Michael Jackson. Embora rotulado como um lançamento de Michael Jackson, a maioria dos remixes são de sucessos durante sua temporada com o Jackson 5. A partir de 25 de agosto, cinco remixes foram lançados digitalmente como "suítes" via iTunes, AmazonMP3 e Rhapsody a cada duas semanas. É o quinto álbum a ser lançado desde a morte de Jackson. O primeiro suite vazou on-line duas semanas antes do lançamento digital pretendido.
| Críticas profissionais | Críticas profissionais |
| Avaliações da crítica  | Avaliações da crítica  |
| Fonte                  | Avaliação              |
| ---------------------- | ---------------------- |
| The A.V. Club          | (C)                    |
| Rolling Stone          | [ 3 ]                  |

## Faixas

### Edição E.U.A
1. "Skywriter" (Stargate Remix) - 4:05
2. "Never Can Say Goodbye" (Neptunes Remix) - 3:17
3. "I Wanna Be Where You Are" (Dallas Austin Remix) - 4:14
4. "Dancing Machine" (Polow da Don Remix) - 3:16
5. "ABC" (Salaam Remi Remix) - 3:29
6. "Forever Came Today" (Frankie Knuckles "Directors Cut Late Night Antics" Remix) - 7:38
7. "Dancing Machine" (Steve Aoki Remix) - 4:40
8. "Hum Along and Dance" (Morales Giamsta Remix) - 5:48
9. "Ain't No Sunshine" (Benny Blanco Remix) - 3:08
10. "Maria (You Were The Only One)" (Show Me the Way to Go Home Remix) - 3:52
11. "Maybe Tomorrow" (Carl Sturken and Evan Rogers Remix) - 3:09
12. "Ben" (Konvict Remix) - 3:28

### Edição U.K
1. "Skywriter" (Stargate Remix) - 4:05
2. "I Wanna Be Where You Are" (Dallas Austin Remix) - 4:14
3. "I Want You Back" (Element Remix) - 3:04
4. "Dancing Machine" (Polow da Don Remix) - 3:16
5. "ABC" (Salaam Remi Remix) - 3:29
6. "Never Can Say Goodbye" (Neptunes Remix) - 3:17
7. "Forever Came Today" (Frankie Knuckles "Directors Cut Late Night Antics" Remix) - 7:38
8. "I Want You Back" (Kenny Hayes Sunshine Funk Remix) - 4:31
9. "Dancing Machine" (Steve Aoki Remix) - 4:40
10. "Hum Along and Dance" (Morales Giamsta Remix) - 5:48
11. "ABC" (Verde Remix Edit) - 3:38
12. "I Want You Back" (Dimitri from Paris Supa Funk Brakes Remix) - 6:08
13. "Dancing Machine" (Paul Oakenfold Remix) - 5:24
14. "Ain't No Sunshine" (Benny Blanco Remix) - 3:08
15. "Maria (You Were The Only One)" (Show Me the Way to Go Home Remix) - 3:52
16. "Maybe Tomorrow" (Sturken and Rogers Remix) - 3:09
17. "Who's Lovin' You" (No ID Remix) - 4:16
18. "Ben" (Konvict Remix) - 3:28

## Digital suites

### Michael Jackson: Remix Suite I - EP
1. "Skywriter" (Stargate Remix) - 4:05
2. "Never Can Say Goodbye" (Neptunes Remix) - 3:17
3. "Dancing Machine" (Polow da Don Remix) - 3:16
4. "I Wanna Be Where You Are" (Dallas Austin Remix) - 4:14
5. "ABC" (Salaam Remi Remix) - 3:29

### Michael Jackson: Remix Suite II - EP
1. "Forever Came Today" (Frankie Knuckles "Directors Cut Late Night Antics" Remix) - 7:38
2. "Dancing Machine" (Steve Aoki Remix) - 4:40
3. "Hum Along and Dance" (Morales Giamsta Remix) - 5:48
4. "I Want You Back" (Dimitri from Paris Supa Funk Brakes Remix) - 6:08
5. "Dancing Machine" (Paul Oakenfold Remix) - 5:24

### Michael Jackson: Remix Suite III — EP
1. "Ain't No Sunshine" (Benny Blanco Remix) - 3:08
2. "Maria (You Were The Only One)" (Show Me the Way to Go Home Remix) - 3:52
3. "Who's Lovin' You" (No ID Remix) - 4:16
4. "Maybe Tomorrow" (SRP Remix) - 3:09
5. "Ben" (Konvict Remix) - 3:28

### Michael Jackson: Remix Suite IV — EP
1. "I Want You Back" (Kenny Hayes Sunshine Funk Remix) - 4:31
2. "ABC" (Mark Hoppus-Chris Holmes Remix) - 3:15
3. "Darling Dear" (Rejuvenated by Muro Remix) ¹ - 4:36
4. "The Love You Save" (DJ Cassidy Remix) - 3:25
5. "I'll Be There" (Wayne Wilkins Remix) - 3:41